# リュック・ラヴァンディエ
リュック・ラヴァンディエ（Luc Lavandier）は、フランスの俳優。

## 出演作品
- 猟犬たちの夜　オルフェーヴル河岸36番地―パリ警視庁
- Ｌ.Ｓ.Ｄ.　LOVE,SEX & DRUG
- 巴里を追いかけて